# Robert Lebel (Autor)
Robert Lebel (* 5. Januar 1901 in Paris; † 28. Februar 1986 ebenda) war ein französischer Kunst- und Literaturkritiker und Autor.

## Leben
Lebel war nicht nur ein ausgewiesener Kunstkritiker, sondern galt auch als verständiger Kunstsammler.
Während des Westfeldzugs (Zweiter Weltkrieg) flüchtete Lebel zusammen mit seiner Ehefrau Nina und Sohn Jean-Jacques in die USA und lebte zwischen 1940 und 1944 in Greenwich Village (New York). Sie waren die Nachbarn von André Breton und hier trafen sich viele Künstler, wie z. B. die Maler Max Ernst und Roberto Matta oder die Autoren Georges Duthuit und Claude Lévi-Strauss. Auch der Galerist Julius Carlebach, der sich mit seiner Galerie (Third Avenue) als einer der Ersten auf nordamerikanische Tribal art spezialisiert hatte, war häufiger Gast.
Zu Kriegsende kehrte Lebel zusammen mit seiner Familie nach Paris zurück und ließ sich im 7. Arrondissement nieder. Wie auch schon in den USA schrieb er über die moderne Kunst und wurde damit zum Wegbereiter der „Art Nouveau“. Er verfasste bemerkenswerte Biographien über Marcel Duchamp, Max Ernst, Jacques Lacan und Claude Lévi-Strauss.
Im Alter von 82 Jahren starb Robert Lebel am 28. Februar 1986 in Paris und fand dort auch seine letzte Ruhestätte. Initiiert durch seinen Sohn Jean-Jacques wurde die Kunstsammlung Robert Lebel mittels mehrerer Auktionen im Dezember 2006 aufgelöst.

## Werke (Auswahl)

### Autor
Aufsätze
- Magritte avant et après. In: L'œil, Bd. 159 (1968), S. 28–35, ISSN 0029-862X
- Marcel Duchamp maintenant et ici. In: L'œil. Bd. 149 (1969), S. 18–23 und 77, ISSN 0029-862X

Erzählungen
- Le double-vue. Le Soleil Noir, Paris 1964 (illustriert von Macel Duchamp und Alberto Giacometti).
- L'oiseau caramel. Le Soleil Noir, Paris 1969 (illustriert von Max Ernst).
- Le saint Charlemagne. Le Soleil Noir, Paris 1976.

Sachbücher
- Courbet. 10th anniversary exhibition. Harriman Galleries, New York 1940.
- Les Fauves. Harriman Galleries, New York 1941.
- Léonard de Vinci ou lafin de l'humilité (Collection „art“; Bd. 2). Le Soleil Noir, Paris 1974 (illustriert von Jean Ipoustéguy; Nachdr. d. Ausg. Paris 1952).
- Chantage de la beauté. Petit colloque initial par André Breton. Éditions de Beaune, Paris 1955.
- Sur Marcel Duchamp. Belfond, Paris 1985 (Nachdr. d. Ausg. Paris 1959)
  - Marcel Duchamp. Dumont Schauberg, Köln 1972, ISBN 3-7701-0639-3 (Erw. Fassg. d. Ausg. Köln 1962)
- L'envers de la peinture. Le Rocher, Monaco

1. Mœurs et coutumes des tableauistes. 1964.
2. mehr nicht erschienen

- Traité des passions par personne interposée (Collection Le Désordre; Bd. 2). Losfeld, Paris 1972.

### Herausgeber
- Premier bilan de l'art actuel. 1937–1953 (Positions; Bd. 3/4). Le Soleil Noir, Paris 1953.
- Anthologie des formes inventées. Un demi-siècle de sculpture. Galerie du Cercle, Paris 1962.
- Dorothea Tanning. Peintures récentes, petites sculptures d'or. Le Point Cardinal, Paris 1966 (Katalog der gleichnamigen Ausstellung, 24. Mai bis 30. Juni 1966).